# Paul Robeson: Tribute to an Artist
Paul Robeson: Tribute to an Artist ist ein US-amerikanischer Dokumentarfilm von Saul J. Turell aus dem Jahr 1979. 

## Inhalt
Der Film beschreibt das Leben des Sängers und Schauspielers Paul Robeson (1898–1976). Der schwarze Schauspieler und studierte Jurist kam durch Zufall zum Film und feierte in den 1920er und 1930er Jahren Erfolge auf der Leinwand und auf der Bühne. Bei einem Aufenthalt in London kam er mit dem Sozialismus in Berührung und sah in ihm die richtige politische Kraft für die Zukunft. 
Obwohl kein Mitglied in der kommunistischen Partei wurde Robeson in der McCarthy-Ära mit einem Auftrittsverbot in den USA belegt. Ab 1958 durfte er dann das Land verlassen. Robeson spielte wieder in England und trat auch in der DDR auf, wo er kommunistisches Liedgut vortrug und die sozialen Bedingungen seines Heimatlandes kritisierte.

## Veröffentlichung
Die Premiere des Films fand im Oktober 1979 beim Chicago International Film Festival statt.
Der Erzähler im Film ist Sidney Poitier.

## Auszeichnung
1980 wurde der Film in der Kategorie „Bester Dokumentar-Kurzfilm“ mit dem Oscar ausgezeichnet.